# Образовање у Византији
Образовање у Византији је се заснивало на античкој традицији. Образовање је у Византији првобитно имало световни карактер — изучавали су се антички писци, филозофи и историчари, митологија, историја, граматика, филозофија и сл. Касније почињу да се уводе елементи црквеног подучавања, укључујући изучавање Библије и списа светих отаца. И поред тога, школа се показала као једна од најстабилнијих установа јер се у току хиљадугодишње историје Византијског царства врло мало мењала.
Постојала су три нивоа школовања: основно, средње и високо. Образованост је у Византији била веома цењена, а необразованост се презирала. Образовање је у Византији било и веома корисно, јер је олакшавало приступ одређеним државним положајима, омогућавало промену друштвеног статуса и животног стандарда.

## Уопштено
Византинци су презирали необразованост. Учена Касија, монахиња која је живела у 9. веку, имала је обичај да говори:
Мрзим глупака кад мисли да филозофира, мрзим оног који обучава а ништа не зна, мрзим незнање као Јуду.
За већину Византинаца, образовање се завршавало са завршетком основне школе. Без обзира на позитиван однос према образовању, у Византији је било пуно неписмених. Неки савремени византолози сматрају да неких 90% Византинаца није знало да чита и пише. Такође је било и неписмених царева, као што су Јустин I, Василије I Македонац или Михајло II Аморијац. Ипак, у поређењу за Западном Европом у средњем веку, Византинци су били неупоредиво образованији. Познато је да су крсташи исмевали Византинце због тога што су стално са собом носали књиге, пера и мастионице и називали их писмењаковићима а не војницима.
У Византији је, поред школа, било и доста приватних учитеља, чији се рад, изгледа није много ценио. Из писама Тоедора Хиртакина, учитеља који је живео у 14. веку, може се видети да је посао учитеља био веома мало цењен, како у материјалном, тако и у друштвеном погледу. Он се стално жали на сиромаштво, узалудност сопственог образовања и на ђачке родитеље који не плаћају часове.
Византијски учени људи су умногоме допринели развоју италијанске ренесансе. Након пада Цариграда и нестанка Византијског царства 1453. године, они су се селили на Запад где су са собом пренели традиције византијског образовања и културе.

## Основно образовање
Основна школа је трајала око три године и била је отворена свима, како дечацима тако и девојчицама, како деци из богатих и угледних домова, тако и деци занатлија па чак и сељака — заправо, свима који су били у могућности да плате школовање. Деца су полазила у школу у узрасту од шест до осам година. Школе су најчешће биле приватне, а било је и школа које су се организовале по манастирима и црквама.
У основној школи прво се изучавала ортографија. Ђаци су учили да читају и пишу, упознавали су се са митологијом, световном и библијском историјом као и са књижевним делима насталим на атичком дијалекту, који се прилично разликовао од грчког којим су говорили Византинци. Деца су такође учила да певају и да рачунају. Лектира коју су користили била су дела античких аутора, Хомера и Езопа. Касније се у лектиру укључују и делови из Библије, пре свега Давидови псалми које су ученици учили напамет, као и хагиографски текстови. Метод рада се сводио на постепено савладавање материјала од једноставнијег ка сложенијем. Једина разлика између грчких и византијских школа је била у томе што византијске школе нису имале часове физичког васпитања.

## Средње образовање
Средња школа је трајала неких шест или седам година. У Византији, средње и високо образовање нису били строго одвојени, већ су се њихови програми донекле поклапали, а и узраст полазника није био тачно утврђен.
У принципу, и ако се изузму почеци Византијског царства, средњих школа је било само у Цариграду. Међутим, то није значило да и у унутрашњости није било добрих предавача.
У самом Цариграду је на почетку 10. века постојало дванаест средњих школа и свака је имала између 20 и 40 полазника, што је значило да је само неколико стотина деце из Цариграда имало приступ средњем образовању.
У средњој школи основни предмет који се изучавао била је граматика. Настојало се да ученици у свакодневном говору замене народни говор атичким дијалектом и да се оспособе да га пишу и изражавају се на њему. Византијски средњошколци су изучавали фонетику, морфологију, синтаксу и стилистику атичког грчког, као и античку књижевност, историју, митологију, географију и метрику. Што се лектире тиче, предност су имали антички писци: Хомер, Хесиод, Пиндар, Езоп, Есхил, Софокле, Еврипид, Аристофан, историчари Херодот, Тукидид, Плутарх и Полибије. Нешто касније се уводе и Библија и списи светих отаца.
Уџбеници који су коришћени били су исти они који су се користили у античко доба, уз минорне промене, што говори о израженој световности византијских школа. Такође су се користили и речници из разних области: речници архаизама, синонима, етимолошки речници, грчко-латински речници.

### Реторске школе
Реторика је била изузетно популарна у доба антике, и тај углед је очувала све до византијских дана. У ове школе се уписивао веома мали број полазника, између 16 и 17 година старости који су учили да савршено говоре и пишу на атичком дијалекту. У овој школи су се изучавала дела Демостена, Изократа и Лизија, али и списи хришћанских отаца — Василија Великог, Григорија Богослова и Јована Златоустог.

### Филозофске школе
Филозофија која се изучавала у овим школама била је схваћена у најширем смислу. Програм је био веома обиман и постојало је много предмета. Проучавала су се дела Аристотела и Платона, као и аритметика, геометрија, музика, астрономија, физика, логика и епика.
Однос цркве је према филозофском образовању био двојак. С једне стране, прибојавала се превеликим усхићењем филозофијом јер је то могло да одведе у јерес. С друге стране, црквени великодостојници су сматрали филозофију једним степеником пре изучавања теологије коју су сматрали врхунцем и циљем свих наука.

### Богословије
У Византији је такође велика пажња посвећивана богословском образовању, иако су млади људи у почетку то знање могли да добију само у породици или у цркви. Касније се отварају манастирске школе у којима су се проучавале црквене догме, морални принципи и норме понашања. Богословских академија је било у Александрији, Антиохији, Цезареји, Ефесу. Чувена је патријаршијска академија у Цариграду основана с краја 9. века у којој се тумачила Библија и учила реторика, али и неке световне науке као аритметика, музика, геометрија, астрономија, медицина и филозофија. У сваком случају, изванредно познавање теологије је било карактеристика и свих световних научника јер се сматрало да прави интелектуалац мора добро познавати и хришћанско богословље.

## Високо образовање
Иако о високом образовању у Византији има веома мало података, нема сумње да је оно непрекидно постојало током целокупног трајања Византијског царства.
У првим вековима постојања Византијског царства, постојале су различите академије широм земље у којима се стицало световно образовање из различитих дисциплина. У Атини је постојала неоплатонска филозофска школа, наследница Платонове Академије, све док је 529. године није укинуо цар Јустинијан I. У Александрији су постојале познате медицинске школе, а у Антиохији и Гази реторске и у Бејруту правне школе. Међутим, најпознатији центар високог образовања у Византији је био Цариград, престоница царства. У жељи да изједначи Цариград са старом престоницом, Римом, Константин Велики је учинио доста на том пољу тако што је успео да доведе најславније професоре из других образовних центара.
Ипак, први подаци о високом образовању потичу из доба Теодосија II, који је и сам био веома учен. Он је 27. фебруара 425. године издао декрет којим је основан цариградски универзитет, на ком су установљене катедре за грчку и латинску граматику и реторику, право и филозофију. Предавања су се давала на грчком и латинском језику. Из броја и распореда предавача види се да је блага предност дата грчком, мада ни латински није изгубио на важности. Био је запослен 31 професор: један филозоф, два правника, десет грчких и десет латинских професора граматике, пет грчких и три латинска ретора. Поред филозофије, аритметике и геометрије, такође је предавана и медицина. Такође је предавано и право, јер су се овде школовали и будући високи државни чиновници. Нови цариградски универзитет се налазио на Капитолу, здању које је подигао Константин Велики. На јужној страни Капитола налазиле су се просторије где су се држала предавања и које су се звале „екседре“. Сваки професор је имао своју посебну „екседру“ у којој је држао предавања. Теодосије је дао сталешке привилегије само професорима његовог универзитета који су морали да носе посебну одећу. Такође су имали и своју посебну струковну организацију, као на пример, удружење лекара или правника.
Јустинијан I је 529. године укинуо све нехришћанске филозофске школе у Атини, укључујући и Платонову Академију. С друге стране, студије права су ојачане, а број професора повећан са два на осам. Постоји јако мало података о деловању цариградског универзитета након владавине цара Јустинијана I (527—565). Одређене реформе је извршио Ираклије у 7. веку, а нове и значајније реформе је у 9. веку спровео цезар Варда, брат царице Теодоре и ујак цара Михаила III. Варда је обновио школу на Магнаварском двору, јер су прости и неуки цареви запостављали високо образовање. На чело те школе Варда је поставио чувеног Лава Математичара, најистакнутијег научника тог доба. Училиште на Магнаварском двору доживело је процват у доба владавине Константина VII Порфирогенита (913—959), цара који је био веома образован па и сам писац, да би за владавине Василија II (976—1025), цара којем су ратни походи и оружје били важнији од образовања, ова школа била угашена.
Нови процват цариградски универзитет доживљава за време владавине Константина IX Мономаха. Цар је декретом (1043—1047) обновио универзитет који се састојао од два факултета: правног и филозофског. Декан Правног факултета је био Јован Ксифилин, са титулом номофилакс („чувар права“), а филозофски је водио Михаило Псел са титулом „конзул (ипат) филозофа“. Филозофске студије су биле уређене по систему тривијума и квадривијума. Правни и Филозофски факултет су највероватније функционисали и у каснијим деценијама византијске историје.
За време владавине Алексија I Комнина (1081—1118), обновљена је и реорганизована патријаршијска академија на којој су, осим веронауке, предавани и неки световни предмети као математика, медицина и филозофија.
Крсташко освајање Цариграда 1204. године привремено је прекинуло развој високог школства у Византији; међутим, крајем 13. века, долази до новог културног препорода у Византији, познатим под именом „ренесанса Палеолога“, те је Цариград опет постао један од највећих центара образовања на свету, поред Багдада и Париза.
Високо школство у Византији је постојало у различитим облицима, све до пада Цариграда 1453. године и коначне пропасти Византијског царства.